# José Ferrer (guitariste)
Pour les articles homonymes, voir José Ferrer et Ferrer.
José Ferrer Esteve de Pujadas, est un guitariste espagnol et compositeur pour son instrument né à Torroella de Montgri, près de Gérone, le 13 mars 1835, décédé à Barcelone le 7 mars 1916.

## Biographie
Il étudie la guitare auprès de son père, guitariste et collectionneur de partitions, puis auprès de Josep Brocà. Il quitte l'Espagne pour Paris en 1882 pour enseigner à l'institut Rudy et à l'Académie internationale de musique (nombre de ses pièces sont dédiées à ses élèves, principalement des femmes).
Il joue régulièrement en soliste à cette époque. Il enseigne ensuite au Conservatori superior de música del Liceu à Barcelone, et après un nouveau séjour à Paris, il s'installe à partir de 1898 à Barcelone où il meurt en 1916.
Son œuvre comporte des pièces pour guitare seule, souvent apparentées au style de la musique de salon alors en vogue, avec des titres tels que le Charme de la nuit, la Danse des  naïades... Il a écrit également une méthode pour guitare ainsi que des duos pour guitare et flûte et des chansons.

## Œuvres

### Pour la guitare seule
- Adagio. op. 60
- Agréements du Foyer, trois pièces faciles. op. 32
- El Amable (extrait de la Colección 8ª de Ejercicios y preludios)
- La Ausencia, andante sentimental. op. 61
- Balada. op. 59
- Barcarola. op. 54
- Belle, gavotte. op. 24
- Brisas del Parnaso. Quatro piezas. op. 6
- Brise d'Espagne, valse caractéristique. op. 36
- Canto de amor, valse de concert. op. 20
- Canto del Bardo, capricho. op. 48
- Charme de la Nuit, nocturne. op. 36
- Colección de valses
- Cuatro piezas faciles. op. 50
- Cuatro piezas progresivas. op. 4
- La Danse des Naïades, mazurka. op. 35
- De noche en el lago, fantasía con variaciones. op. 14
- Doce minués. op. 12, dédié à Francesc Tàrrega
- Dos nocturnos. op. 11
- Dos tangos. op. 19 (Tango numéro 1, Tango numéro 2)
- Echos de la Forêt, mélodie-valse. op. 22
- Elegía fantástica. op. 13, dédié à Josep Brocà
- Los encantos de París, capricho fantástico. op. 16
- L'Estudiant de Salamanque, tango-valse. op. 31
- Fantasía con variaciones sobre un tema de Bériot. op. 3
- Feuilles de Printemps, six pièces très faciles. op. 27
- La Gallegada, fantasía pastoril con variaciones. op. 15
- Gerbe de Fleurs, quatre pièces faciles. op. 40
- El Gondolero, melodía. op. 51
- La Mascarita, mazurka. op. 52
- Horas apacibles, ocho piezas fáciles. op. 8, dédié à son élève Apel·les Mestres
- Impresiones juveniles, valse brillante. op. 18
- Inquietud. op. 57
- Marcha nupcial. op. 62
- Melodía nostálgica (extret de Estudios, colección 4ª)
- El Mensajero, vals. op. 55
- Minué. op. 49
- Minué. op. 56
- Misiva afectuosa. op. 58
- Nostalgia
- Pensées du Soir, nocturne. op. 43
- Pensées Mélodiques, quatre pièces. op. 37
- Polonesa. op. 10
- Quejas de mi lira: vals. op. 2
- El ramillete, diez pequeñas piezas. op. 5
- Récits Champêtres, trois mélodies. op. 30
- Recuerdos del Montgrí: capricho. op. 1, dédié à son maître Josep Brocà
- Resignation, andante. op. 28r
- Rêve du Poëte. op. 43
- Serenata española. op. 63
- Sinceridad, melodía-vals. op. 53
- Soliloquio, nocturno. op. 46
- Les Soupirs, valse. op. 33
- Souvenir du Quinze Août, romance sans paroles. op. 25
- Souvenirs d'Antan, six menuets. op. 39, premi en el concurs internacional organitzat per Acadèmia Literària i Musical de França
- El talismán, vals. op. 7
- Tendresse Paternelle, mélodie expressive. op. 29
- Tres valses. op. 9
- Trois Mélodies. op. 42
- Urania, nocturno. op. 47
- Vals en la menor
- Vals en mi menor
- Veillées d'Automme, quatre pièces faciles. op. 21 (> 1882)
- Veladas Intimas, cuatro piezas. op. 17

### Pour deux guitares
- Bolero. op. 38, pour piano et une ou deux guitares
- Mazurka, pour deux guitares
- Mélancolie, nocturne. op. 23, pour flûte et une ou deux guitares
- Minué, pour deux guitares
- Sérénade Espagnole. op. 34, pour deux guitares
- Les Sirènes, valse. op. 25, per a banjo et une ou deux guitares
- Terpsichore, valse. op. 45, pour deux guitares
- Vals original, pour deux guitares

### Adaptations pour la guitare
- La Calesera, canción andaluza de Sebastián Iradier, pour voix et guitare
- La Colasa, canción madrileña d'Iradier, pour voix et guitare
- El Jaque, canción española d'Iradier, pour voix et guitare

### Œuvres pour piano
- La craintive. Polka-mazurka, op. 2 (ca. 1882)
- Las dos hermanas: polka mazurca (ca. 1870)
- La exposición: vals (1885)
- El himno de Suez: vals brillante
- La inquieta: polka (ca. 1870)
- Ismalia: galop (ca. 1870)
- Loreto: americana (ca. 1870)
- Misterio: capricho schotisch (1876)
- Le premier salut aux beaux-arts: mélodie variée (ca. 1882)
- La tranquila: redowa (1885)